# 檬子埡牌坊
檬子埡牌坊位於四川省綿陽市鹽亭縣，文物遺址年代判定為清。2012年7月16日公佈為第八批四川省文物保護單位。
檬子埡牌坊又名惜墨如金坊，位於四川省綿陽市鹽亭縣麻秧鄉檬子村檬子埡。建於清代，坐西北向東南，四柱三門石坊。通高6.2公尺，厚0.6公尺，寬7.4公尺。字庫坊，黃綿細砂石料仿木榫扣結，建造精美獨特。中門寬1.31公尺，高2.88公尺，上部有閣樓，高2公尺，其頂上又聳立寶塔狀石刹，石刹頂狀如巨櫞。左右小門各寬0.67公尺，高2.35公尺，門上部收攢成塔樓各二座。坊上有戲劇人物高浮雕，柱上刻楹聯，柱腳前後有抱鼓石，坊身兩側各有記事碑二通，坊的正面和背面正中央分別刻有“惜墨如金”、“學海文宗”幾個大字。檬子埡牌坊造型情美獨特，對於研究四川石刻工藝、雕繪和建築藝術具有較高的藝術和科學價值。1986年，檬子埡牌坊被鹽亭縣人民政府公佈為縣級文物保護單位；2009年，綿陽市人民政府公佈為市級文物保護單位。